# Bonheur intérieur net
Pour les articles homonymes, voir BIN.
Le bonheur intérieur net (BIN) est un indice de mesure économique et sociale créé en 1980 par le Centre d'étude des niveaux de vie, un organisme canadien, et le magazine économique français L'Expansion,.
Partant du principe que le produit intérieur brut (PIB) ne tient compte que des données économiques brutes, entretenant ainsi une vision purement matérialiste de l'économie, et que l'économiste américain Richard Easterlin a mis en évidence l'absence de corrélation entre développement économique et sentiment de bien-être (paradoxe d'Easterlin), les créateurs de cet indice proposent de mesurer le « bonheur national » et de comparer les résultats obtenus avec l'évolution économique de l'État considéré. 
Les critères utilisés sont les suivants,, : 
- La consommation moyenne par habitant sur une année (qui compte pour 20 % de l'indice) ;
- L'égalité sociale : taux de pauvreté, inégalités salariales, mesure de la précarisation de l'emploi... (40 % de l'indice) ;
- La sécurité économique : taux et durée moyenne de chômage, niveau de protection sociale... (30 % de l'indice) ;
- Le capital humain : taux d'effet de serre, niveau éducatif... (10 % de l'indice)

Le résultat ainsi obtenu est ensuite corrigé par les baromètres de confiance de l'Institut national de la statistique et des études économiques (Insee) et de l'institut de sondage SOFRES.
En France, le bonheur intérieur net, selon cet indice, a atteint son plus haut en 2001. 